# Edificio del Banco de España (Málaga)
La Sede del Banco de España en Málaga es un edificio de estilo neoclásico situado entre el Ayuntamiento y la Antigua Casa de Correos, en el Paseo del Parque de la ciudad de Málaga (España).

## Características
Fue diseñado por el arquitecto José Yárnoz Larrosa y construido entre 1933 y 1936. Presenta tres plantas con un imponente pórtico hexástilo de orden corintio, acorde con la imagen simbólica y estable de una sede bancaria. Lo más destacado es el pórtico columnado, que preside el frente principal hacia el Parque, y representa el principal enlace con la arquitectura historicista, pero con una estética de arquitectura fascista, común durante los años 1930. Remite a la idea de gran edificio público, tanto antiguo como contemporáneo.